# Hugues de Poitiers
Hugues de Poitiers (mort el 1167) fou un monjo benedictí i cronista de l'Abadia de Vézelay. Escrigué la Historia Vizeliacensis monasterii entre el 1140 i el 1160. Tot i el seu poc interès pels afers relacionats amb la seva pròpia abadia, constitueix una font important d'informació sobre la història de França durant aquell període. Fou encarregada per l'abat Ponce de Vézelay, germà de Pere el Venerable de l'Abadia de Cluny. També escrigué l’Origo et historia brevis Nivernensium comitum, sobre el Comtat de Nevers.